# Manus Province

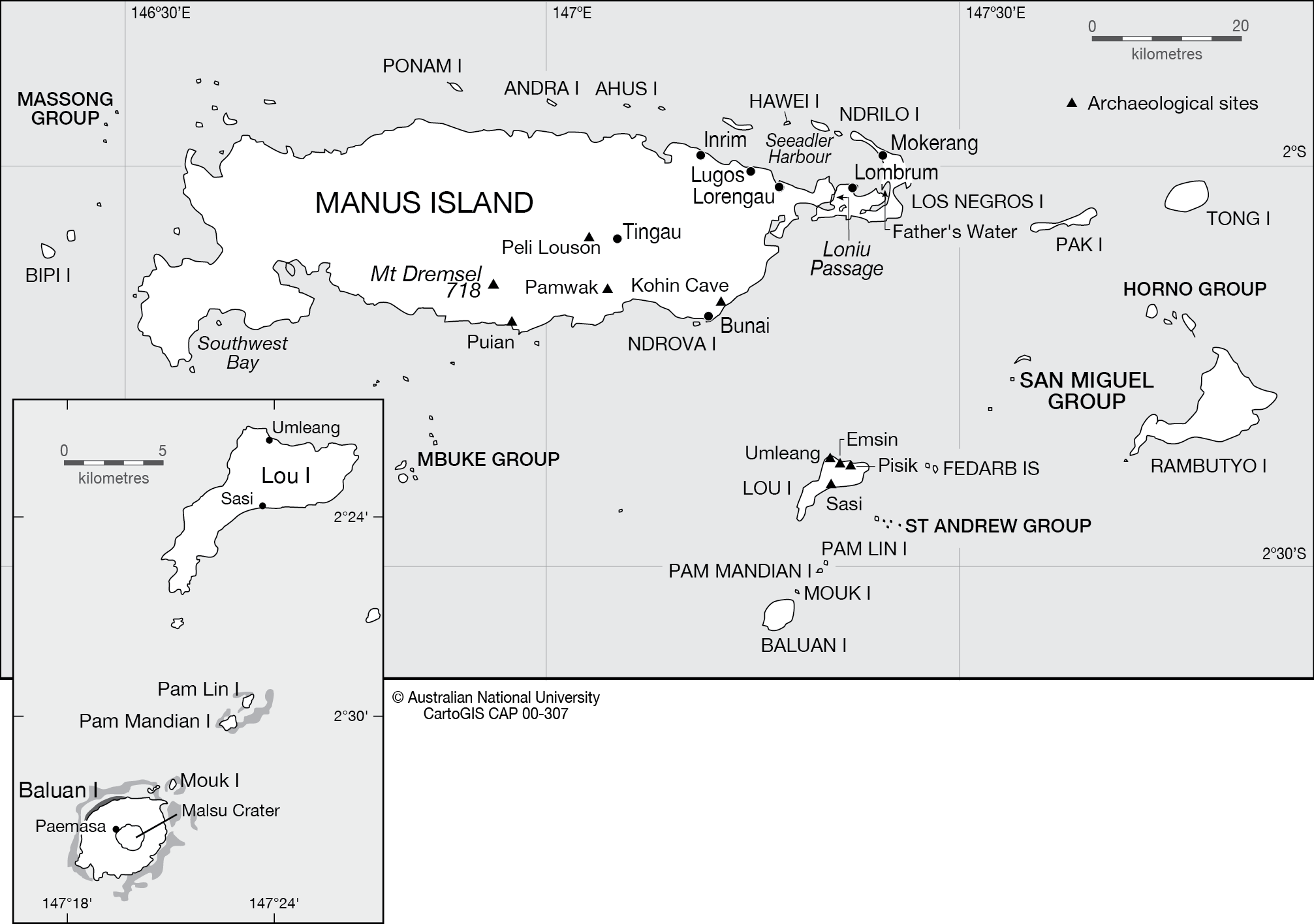
Übersichtskarte der Admiralitätsinseln, die die Provinz Manus bilden

Manus ist eine der 21 Provinzen von Papua-Neuguinea. Es ist eine reine Inselprovinz und umfasst die Hauptinsel Manus (1.554 km²) sowie die restlichen 17 Admiralitätsinseln und die kleineren Westlichen Inseln.

## Lage und Bevölkerung
Die Provinz Manus vor der Nordküste Neuguineas ist die kleinste des Landes und umfasst 2.102 km² Land auf etwa 130.000 km² Wasserfläche. Sie hat rund 44.000 Einwohner und gilt als isolierteste Provinz Papua-Neuguineas. Hauptstadt ist Lorengau mit 5.800 Einwohnern im Jahr 2000.
Eine zerklüftete Bergkette durchzieht die Hauptinsel, die nur wenige Kilometer an Straßen besitzt.

## Geschichte
Die Insel Manus wurde 1529 vom spanischen Handelsfahrer Álvaro de Saavedra für den europäischen Kulturkreis entdeckt und Uray la Grande genannt. Erst zum Ende des Zweiten Weltkriegs erlangte Manus eine gewisse Bedeutung als gigantisch geplante Nachschubbasis der Streitkräfte der Vereinigten Staaten, die nach dem Krieg aufgegeben und zurückgelassen wurde. Die kulturellen Auswirkungen auf die Insulaner waren stark.
Von 2001 bis 2017 unterhielt die australische Regierung auf Manus das Manus Regional Processing Centre, ein Internierungslager für Flüchtlinge, die versucht hatten, auf dem Seeweg illegal nach Australien einzureisen.

## Distrikte und LLGs
Die Provinz Manus besitzt einen Distrikt. Distrikte bestehen aus einem oder mehreren „Gebieten auf lokaler  Verwaltungsebene“, Local Level Government (LLG) Areas, die in Rural (ländliche) oder Urban (städtische) LLGs unterschieden werden.
| Distrikt       | Verwaltungszentrum | Bezeichnung der LLG-Gebiete    |
| -------------- | ------------------ | ------------------------------ |
| Manus District | Lorengau           | Aua-Wuvulu Rural               |
| Manus District | Lorengau           | Balopa Rural                   |
| Manus District | Lorengau           | Bisikani-Soparibeu Kabin Rural |
| Manus District | Lorengau           | Lelemadih-Bupi Chupei Rural    |
| Manus District | Lorengau           | Lorengau Urban                 |
| Manus District | Lorengau           | Los Negros Rural               |
| Manus District | Lorengau           | Nali Sopat-Penabu Rural        |
| Manus District | Lorengau           | Nigoherm Rural                 |
| Manus District | Lorengau           | Pobuma Rural                   |
| Manus District | Lorengau           | Pomutu-Kurti-Andra Rural       |
| Manus District | Lorengau           | Rapatona Rural                 |
| Manus District | Lorengau           | Tetidu Rural                   |